# Idioma abinomn
El idioma abinomn o avinomen (también llamado foia o baso) es una lengua aislada inicialmente documentada por Mark Donohue hablada en la provincia de Papúa de Indonesia. Tiene unos 300 hablantes.

## Descripción lingüística

### Pronombre
Los pronombres del abinomn son:
| yo       | mit    | nosotros dos | mor | nosotros | awp |
| tú       | ni     | vosotros dos | por | vosotros | pi  |
| él, ella | in, nn | ellos dos    | nar | ellos    | kn  |